# 威尔克斯地

南极洲地图，威尔克斯地位于右下方

威尔克斯地（英語：Wilkes Land）为东南极洲的一个地区，位于玛丽皇后地同乔治五世地之间，濒临印度洋；覆有冰层，沿岸为陡立的冰壁；海拔1800－2900米。
1838-1842年，美国人查尔斯·威尔克斯首先到达该地。
威尔克斯地分为5个部分：
- 1. 諾克斯海岸(Knox Coast): 100°31' E - 109°16' E
- 2. 布德海岸(Budd Coast): 109°16' E - 115°33' E
- 3. 塞布里納海岸(Sabrina Coast): 115°33' E - 122°05' E
- 4. 班扎雷海岸(Banzare Coast): 122°05' E - 130°10' E
- 5. 克萊爾海岸(Clarie Coast):  130°10' E - 136°11' E